# دان بری
دان «رد» بَری (انگلیسی: Don "Red" Barry؛ ‏ ۱۱ ژانویهٔ ۱۹۱۲ – ۱۷ ژوئیهٔ ۱۹۸۰) که با نام رِد بَری هم شناخته می‌شود، بازیگر و نویسنده اهل ایالات متحده آمریکا بود. وی بین سال‌های ۱۹۳۳ تا ۱۹۸۰ میلادی فعالیت می‌کرد.
از فیلم‌ها یا برنامه‌های تلویزیونی که وی در آن نقش داشته است، می‌توان به جانی تفنگش را برداشت، آلوارز کلی، ۱۱ یار اوشن، ارکا، ریو لوبو، بن‌بست، حمله زنبورها، فردا گریه خواهم کرد، تازه‌به‌دوران‌رسیده‌ها، وارلاک، جاده فرعی و قلب ارغوانی اشاره کرد.